# Simone Centanni
Simone Centanni (Ancona, 15 febbraio 1991) è un cestista italiano.
Nel 2018-2019 fu miglior marcatore della Serie B, con 21,6 punti di media.

## Palmarès
- Campionato italiano: 1

Mens Sana Siena: 2008-2009
- Supercoppa italiana: 1

Mens Sana Siena: 2008